# Claudia Lichtenberg
Claudia Lichtenberg, nata Häusler (Monaco di Baviera, 17 novembre 1985), è un'ex ciclista su strada tedesca. Scalatrice, attiva tra le Elite UCI dal 2005 al 2017, ha vinto il Giro d'Italia 2009.
Durante l'attività ciclistica è stata anche studentessa di ingegneria meccanica all'Università tecnica di Monaco.

## Palmarès
- 2006 (Equipe Nürnberger Versicherung, una vittoria)

Campionati tedeschi, Prova in linea (Klingenthal)
- 2008 (Equipe Nürnberger Versicherung, una vittoria)

6ª tappa Giro d'Italia (Cardano al Campo > Laveno Mombello)
- 2009 (Cervélo TestTeam Women, tre vittorie)

Classifica generale Tour de l'Aude
7ª tappa Giro d'Italia (Andria > Castel del Monte)
Classifica generale Giro d'Italia
- 2010 (Cervélo TestTeam Women, una vittoria)

Classifica generale Emakumeen Bira
- 2012 (GreenEDGE-AIS/Orica-AIS, una vittoria)

6ª tappa Exergy Tour (Boise > Boise)
- 2013 (Team Tibco-To the Top, cinque vittorie)

Prologo Joe Martin Stage Race
Classifica generale Joe Martin Stage Race
6ª tappa Nature Valley Grand Prix
1ª tappa Cascade Classic
Classifica generale Giro della Toscana-Memorial Fanini
- 2014 (Team Giant-Shimano, due vittorie)

1ª tappa Route de France (Mouilleron-en-Pareds > Mouilleron-en-Pareds)
Classifica generale Route de France
- 2016 (Lotto-Soudal Ladies, una vittoria)

5ª tappa Trophée d'Or (Saint-Doulchard > Orval)

### Altri successi
- 2007 (Equipe Nürnberger Versicherung)

Classifica scalatori Tour du Grand Montréal
- 2008 (Equipe Nürnberger Versicherung)

Classifica giovani Tour de l'Aude
Classifica giovani Giro d'Italia
Criterium Villingen Schwenningen
Algauer Strassenpreis
- 2009 (Cervélo TestTeam Women)

Classifica a punti Giro d'Italia
Criterium Schönaich
Algauer Strassenpreis
- 2010 (Cervélo TestTeam Women)

2ª tappa Tour de l'Aude (cronosquadre, Clermont-l'Hérault)

## Piazzamenti

### Grandi Giri
- Tour de l'Aude

2006: 8ª
2007: 20ª
2008: 7ª
2009: vincitrice
2010: 4ª
- Giro d'Italia

2007: 16ª
2008: 3ª
2009: vincitrice
2010: 4ª
2011: 16ª
2012: 8ª
2013: 3ª
2014: 6ª
2015: 12ª
2016: 4ª
2017: 9ª

### Competizioni mondiali
- Campionati del mondo

Hamilton 2003 - In linea Juniores: 16ª
Salisburgo 2006 - In linea Elite: 40ª
Stoccarda 2007 - In linea Elite: 46ª
Varese 2008 - In linea Elite: 11ª
Mendrisio 2009 - In linea Elite: 19ª
Copenaghen 2011 - In linea Elite: 85ª
Limburgo 2012 - In linea Elite: 45ª
Toscana 2013 - In linea Elite: 12ª
Ponferrada 2014 - Cronosquadre: 8ª
Ponferrada 2014 - In linea Elite: 15ª
Richmond 2015 - In linea Elite: ritirata
Bergen 2017 - In linea Elite: ritirata
- Giochi olimpici

Rio de Janeiro 2016 - In linea: 31ª